# 慈周

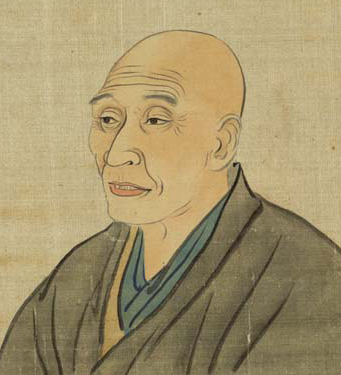
慈周肖像 『近世名家肖像』より

慈周（じしゅう、享保19年（1734年）- 享和元年3月16日（1801年4月28日））は、江戸時代中期の天台宗の僧侶、多くの漢詩を残している。父は医者・苗村介洞。字は六如。号は白楼・無着庵。近江国の出身。

## 生涯
1744年（延享元年）に出家、天台宗の観国大僧正に託される。1757年（宝暦7年）には京都の善光寺の住持となり、やがて江戸の東叡山寛永寺にも住み、晩年には京都に落ち着いて、嵯峨の長床坊に隠棲したという。知恩院にいたというのは誤伝と思われる。東叡山では准三后一品法王の寵遇をうけて一時はその顧問を勤める。天台僧としては地位が高く、仏典にもかなりよく通じていた。
幼い頃から学問を好み、近江彦根の野村東皐（のむらとうこう）に詩文を学び、のち江戸に出て、宮瀬龍門に師事した。若い時には京都で伊藤東涯に学んだこともあるという。江戸では明静院に住して井上金峨と交流し徂徠派の詩風から宋詩に趣味が移った。詩風の革新に務め、近世における詩壇の宗匠と評された。

## 作詩
| 七絶           |                                               |
| 緑草茸茸水満塘 | 緑草 茸茸（じょうじょう）として水 塘に満つ    |
| 久陰初作一番晴 | 久陰 初めて一番の晴を作（な）す               |
| 群蛙閤閤無情極 | 群蛙 閤閤 無情の極み                          |
| 催送徂春不住鳴 | 徂春を催（うなが）し送って 鳴くを住（や）めず |